# System Wymiany Informacji o Rynku Energii
System Wymiany Informacji o Rynku Energii (WIRE) – polski system teleinformatyczny przeznaczony do wymiany informacji handlowych, technicznych, pomiarowych i rozliczeniowych rynku bilansującego oraz regulacyjnych usług systemowych, pomiędzy służbami handlowymi oraz technicznymi operatora systemu przesyłowego i operatorów rynku.